# (10014) Shaim
(10014) Shaim est un astéroïde de la ceinture principale.

## Description
(10014) Shaim est un astéroïde de la ceinture principale. Il fut découvert le 26 septembre 1978 à Naoutchnyï par Lioudmila Jouravliova. Il présente une orbite caractérisée par un demi-grand axe de 2,43 UA, une excentricité de 0,11 et une inclinaison de 3,0° par rapport à l'écliptique. Il a été nommé d'après la ville russe de Shaim.

## Compléments